# Gradečki Pavlovec
Gradečki Pavlovec – wieś w Chorwacji, w żupanii zagrzebskiej, w gminie Gradec. W 2011 roku liczyła 473 mieszkańców.